# 福斯福里特内
福斯福里特内（羅馬化：Fosforitnyy）是俄罗斯莫斯科州的市级镇，属州辖市沃斯克列先斯克市（沃斯克列先斯克城市区），地处莫斯科州东南部，在区行政中心沃斯克列先斯克东偏北、州府莫斯科东南方。莫斯科河一小支流梅德韦德卡河（Медведка）穿过该地。
2004年曾并入附近的霍尔洛沃镇，2019年取消合并，再次得到市级镇地位。该地2021年人口有4,473人；2002年人口4,193；1989年人口4,495。